# Takashi Seki (Fußballspieler)
Takashi Seki (japanisch 関 貴史 Seki Takashi; * 5. Juni 1978 in der Präfektur Ibaraki) ist ein ehemaliger japanischer Fußballspieler.

## Karriere
Seki erlernte das Fußballspielen in der Schulmannschaft der Mito Commercial High School und der Universitätsmannschaft der Osaka University of Commerce. Seinen ersten Vertrag unterschrieb er 2001 bei den Tokyo Verdy. Der Verein spielte in der höchsten Liga des Landes, der J1 League. Für den Verein absolvierte er drei Erstligaspiele. Ende 2001 beendete er seine Karriere als Fußballspieler.